# Zeus Casio
Zeus Casio o Júpiter Casio es el nombre bajo el cual se adoraba a Zeus y a Júpiter en tres lugares distintos:
1. El primero era el monte Casio, en Siria, cerca de Antioquía. Es el origen de esta advocación, originalmente dedicada al dios cananeo Baal Safón ‘señor de la montaña’.[2]
2. El segundo estaba en una montaña elevada que separaba Egipto de Palestina a unas doce leguas de Pelusium,[2] en donde se decía que estaba la tumba de Pompeyo.
3. El tercero era Cassiope, una antigua ciudad de Corfú situada en la parte occidental de la isla y la más cercana al continente. Aquí es en donde Suetonio representa el desembarco de Nerón, cantando un himno ante el altar de Júpiter Casio.[2]

Era considerado protector de los marineros, y su nombre aparece a menudo en cepos de plomo de anclas.

## Iconografía
La figura más común con que se representaba a este dios era con un hombre maduro desnudo disparando el rayo con la mano derecha y un águila sobre la izquierda. Aquiles Tacio dice que Júpiter Casio tenía un templo en Pelusium donde estaba representado bajo la figura de un joven parecido a Apolo, con los brazos extendidos y una granada en la mano.
También se representó en numismática en época romana en forma de roca o montaña escarpada bajo un baldaquino, sin ninguna figura humana y solo con un águila a un lado.